# Andrea Liverani
Andrea Liverani (Milano, 14 giugno 1990) è un tiratore a segno italiano, medaglia di bronzo ai XVI Giochi paralimpici estivi di Tokyo, nella specialità R4 - fucile ad aria compressa 10 m in piedi SH2.
È titolare di tutti i Record Italiani nelle specialità paralimpiche sia in qualificazione che finale, sei Record Mondiali e due Record Paralimpici in qualificazione nelle specialità R4 e R5. 
Ha giocato a basket in carrozzina con la squadra Briantea 84. Si è laureato in Scienze dei Servizi Giuridici presso l'Università degli Studi di Milano-Bicocca.
Nel 2015 è entrato a far parte della Nazionale Italiana di Tiro a segno paralimpico.

## Biografia
Nato a Milano il 14 giugno 1990, fin da bambino si è mostrato incline all'attività sportiva tanto da provare diverse discipline per poi proseguire, a livello amatoriale, nella pallacanestro.
Nel mese di settembre 2010, a vent’anni, viene investito da un camion furgonato che stava eseguendo un'inversione di marcia vietata. Le sue condizioni fisiche si rivelano subito estremamente critiche. Immediatamente viene portato dai soccorsi all'Ospedale Niguarda dove riceve le prime cure e gli viene diagnosticata la perdita dell'uso delle gambe a causa di una grave lesione midollare e pertanto una paraplegia completa. Il ricovero in ospedale ed il percorso riabilitativo presso l’Unità Spinale di Milano dura quasi un anno.
Durante la degenza presso l'Unità Spinale di Milano ha la possibilità di provare diversi sport nel corso del processo riabilitativo. Al termine del ricovero in Ospedale, incuriosito e stimolato dalla possibilità di continuare a praticare sport a livello paralimpico, Liverani entra a far parte della squadra Briantea 84 in cui gioca a pallacanestro in carrozzina. Nel 2014 si approccia al tiro a segno quasi per caso. Recandosi al Tiro a Segno di Milano si appassiona fin da subito a questa disciplina sportiva e in poco tempo raggiunge ottimi risultati a livello agonistico. Grazie ai successi ottenuti l'anno successivo entra a far parte della squadra Nazionale Italiana Paralimpica di Tiro a Segno.
Nell'anno 2015 termina gli studi universitari, laureandosi in Scienze dei servizi giuridici presso l’Università degli Studi di Milano-Bicocca. Attualmente frequenta presso la medesima Università il corso di laurea magistrale in Management e Design dei Servizi e fornisce consulenza in materia previdenziale e di ottimizzazione motori di ricerca.
Nell'anno 2019 pubblica un romanzo autobiografico dal titolo La notte di San Possenti.
Nell'anno 2023 in seguito alla somministrazione del vaccino anti Covid 19 inizia ad accusare giramenti di testa e vertigini. Dopo oltre 6 mesi di tentativi di capire la causa dei sintomi da parte dei medici, viene sottoposto ad una tac all'encefalo dalla quale emerge una lesione espansiva al lobo temporale destro. In seguito viene sottoposto ad intervento chirurgico per la rimozione della massa. Post-intervento emergono forti crisi epilettiche che i medici riescono a sedare solo con trattamento farmacologico.
Nonostante l'assunzione della terapia anti-epilettica e chemioterapica riesce a partecipare ai Giochi Paralimpici estivi di Parigi 2024 conquistando il 12º posto nella specialità R9, a solo1,4 punti dalla finale. È stato il primo italiano nella classifica della specialità R9.

## Palmarès

### Giochi paralimpici
- 1 bronzo (R4 - Carabina 10 m SH2 Mista a  Tokyo 2020).

### Campionati mondiali WSPS
- 6 medaglie:
  - 1 oro (R11 - Carabina 10 m SH2 a squadre miste a  Sydney 2019).
  - 2 argenti (R4 - Carabina 10 m SH2 Mista a  Sydney 2019 e R5 - Carabina 10 m a terra Mista SH2 a squadre a  Cheongju 2018).
  - 3 bronzi (R4 - Carabina 10 m SH2 Mista a  Cheongju 2018 e R5 - Carabina 10 m a terra SH2 Mista individuale e a squadre a  Sydney 2019).

### Coppe del Mondo WSPS
- 23 medaglie:
  - 8 ori (R5 - Carabina 10 m a terra Mista SH2 a squadre a  Monaco 2022, R11 - Carabina 10 m SH2 a squadre miste a  Monaco 2022, R5 - Carabina 10 m a terra Mista SH2 a squadre a  Châteauroux 2022, R4 - Carabina 10 m SH2 Mista a  Lima 2021, R5 - Carabina 10 m a terra Mista SH2 a  Lima 2021, R9 - Carabina 50 m a terra Mista SH2 a squadre a  Lima 2021, R5 - Carabina 10 m a terra Mista SH2 individuale e a squadre a  Châteauroux 2018)
  - 8 argenti (R9 - Carabina 50 m a terra Mista SH2 a squadre a  Changwon 2023, R4 - Carabina 10 m SH2 Mista a squadre a  Monaco 2022, R4 - Carabina 10 m SH2 Mista a squadre a  Châteauroux 2022, R11 - Carabina 10 m SH2 a squadre miste a  Châteauroux 2022, R5 - Carabina 10 m a terra Mista SH2 a squadre a  Lima 2021, R4 - Carabina 10 m SH2 Mista a squadre a  Châteauroux 2018, R9 - Carabina 50 m a terra Mista SH2 individuale e a squadre a  Châteauroux 2018)
  - 9 bronzi (R11 - Carabina 10 m SH2 a squadre miste a  Changwon 2023, R9 - Carabina 50 m a terra Mista SH2 a  Monaco 2022, R5 - Carabina 10 m a terra Mista SH2 a  Châteauroux 2022, R9 - Carabina 50 m a terra Mista SH2 a  Lima 2021, R5 - Carabina 10 m a terra Mista SH2 a squadre a  Lima 2021, R5 - Carabina 10 m a terra Mista SH2 a  Al Ain 2019, R9 - Carabina 50 m a terra Mista SH2 a  Al Ain 2019, R4 - Carabina 10 m SH2 Mista a  Châteauroux 2018, R4 - Carabina 10 m SH2 Mista a squadre a  Stettino 2018)

### Competizioni Internazionali
- 11 medaglie:
  - 5 ori (R4 - Carabina 10 m SH2 Mista a squadre a  Hannover 2017, R9 - Carabina 50 m a terra Mista SH2 a squadre a  Hannover 2017, R4 - Carabina 10 m SH2 Mista a  Hannover 2019, R5 - Carabina 10 m a terra Mista SH2 a squadre  Hannover 2019, R4 - Carabina 10 m SH2 Mista a  Hannover 2023)
  - 8 argenti (R4 - Carabina 10 m SH2 Mista a squadre a  Hannover 2016, R5 - Carabina 10 m a terra Mista SH2 a squadre  Hannover 2016, R9 - Carabina 50 m a terra Mista SH2 a  Hannover 2017, R4 - Carabina 10 m SH2 Mista a squadre a  Hannover 2019, R9 - Carabina 50 m a terra Mista SH2 a squadre a  Hannover 2019, R4 - Carabina 10 m SH2 Mista a squadre a  Hannover 2023, R5 - Carabina 10 m a terra Mista SH2 a squadre  Hannover 2023, R9 - Carabina 50 m a terra Mista SH2 a squadre a  Hannover 2023)
  - 3 bronzi (R5 - Carabina 10 m a terra Mista SH2 a squadre a  Hannover 2017, R5 - Carabina 10 m a terra Mista SH2 a  Hannover 2019, R5 - Carabina 10 m a terra Mista SH2 a squadre a  Hannover 2023)

### Campionati Italiani
- 8 medaglie:
  - 6 ori (R4 - Carabina 10 m SH2 Mista a Milano 2021, R5 - Carabina 10 m a terra Mista SH2 a Milano 2021, R4 - Carabina 10 m SH2 Mista a Bologna 2019, R5 - Carabina 10 m a terra Mista SH2 a Bologna 2019, R9 - Carabina 50 m a terra Mista SH2 a Bologna 2019, R4 - Carabina 10 m SH2 Mista a Bologna 2018)
  - 2 argenti (R9 - Carabina 50 m a terra Mista SH2 a Milano 2021, R9 - Carabina 50 m a terra Mista SH2 a Bologna 2018)

## Onorificenze
Cavaliere della Repubblica
20 Settembre 2021

Il 27 Novembre 2022 riceve dal Comitato Italiano Paralimpico (CIP) la Medaglia d'argento al valore atletico.

## Riconoscimenti
Guirlande d’Honneur di FICTS (Fédération internationale cinéma et télévision sportifs) - 13 Novembre 2021